# Mathilde Block

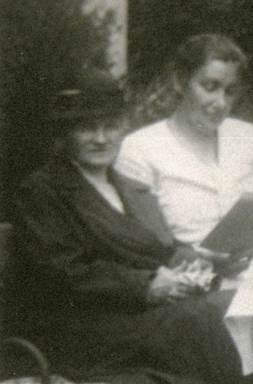
Mathilde Block (links), 1920er Jahre

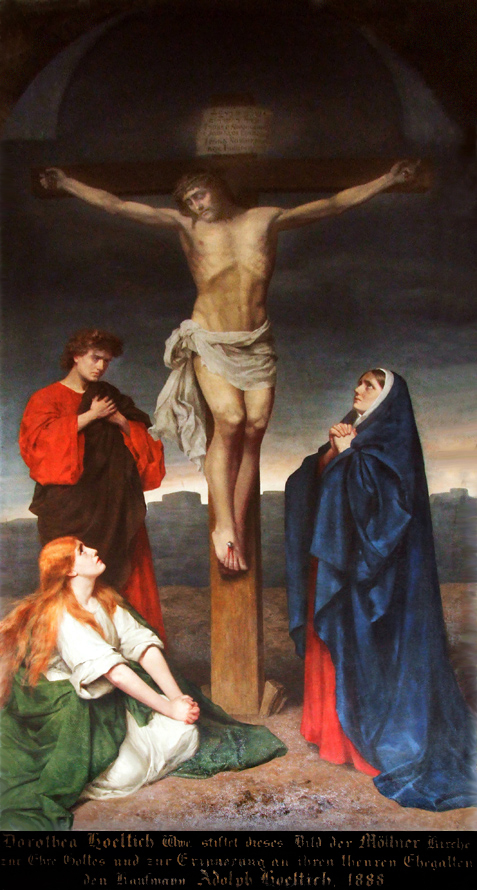
Kreuzigungsgruppe, gestiftet 1888 von Johanna Dorothea Elisabeth Hoeltich an die St.-Nicolai-Kirche, Mölln

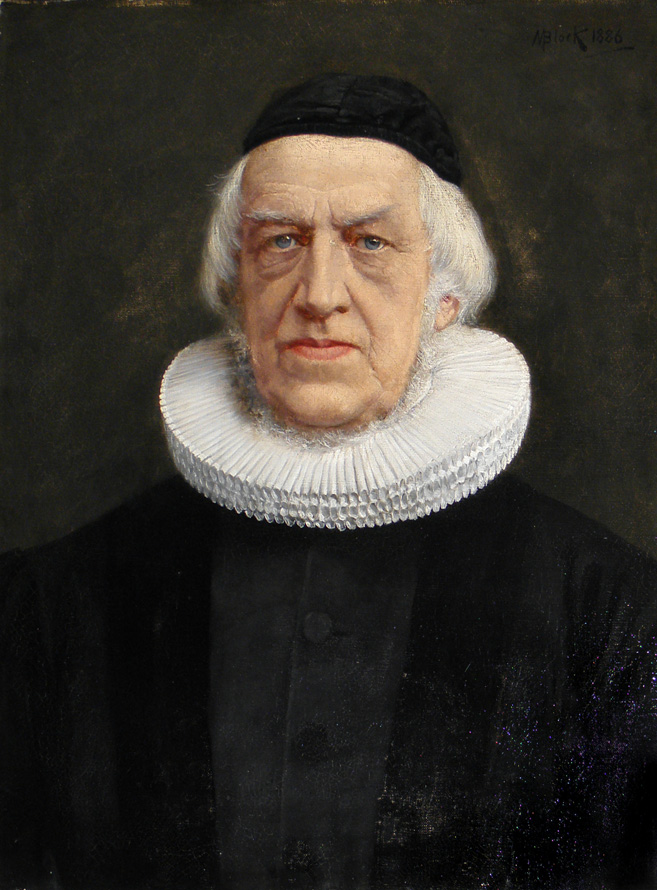
Porträt des Pastors Adolf Moraht, 1886, St.-Nicolai-Kirche, Mölln

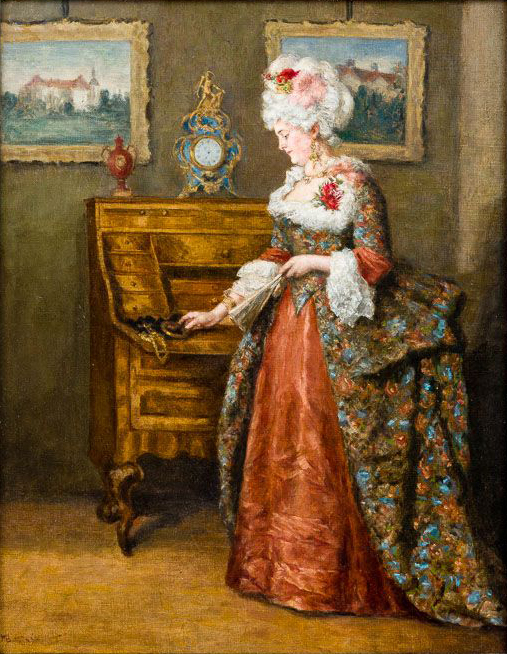
Dame in Rokokokostüm an kleinem Sekretär, eine Miniatur betrachtend

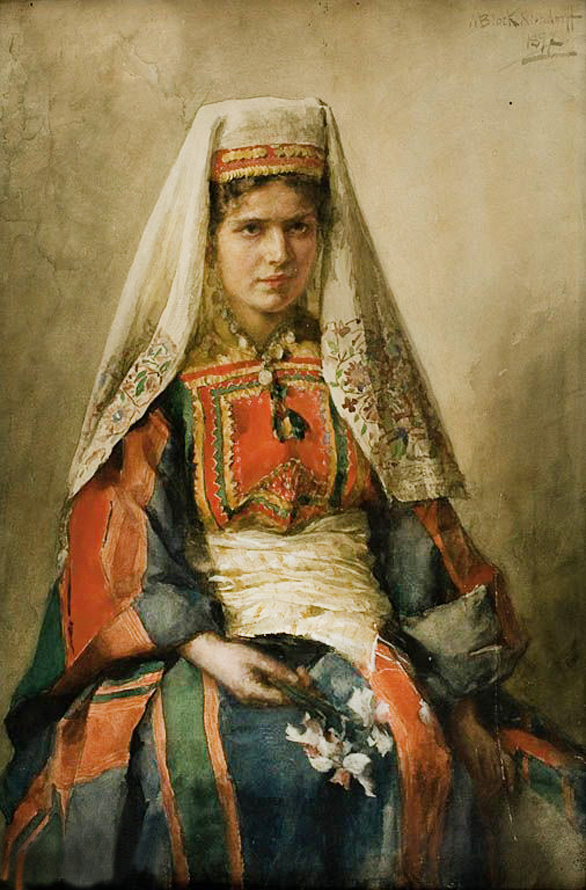
Bethlehemitin

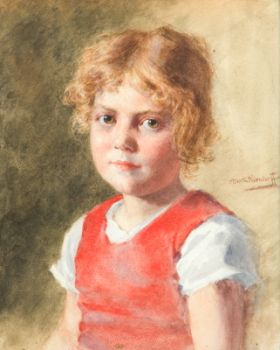
Brustporträt eines kleinen Mädchens

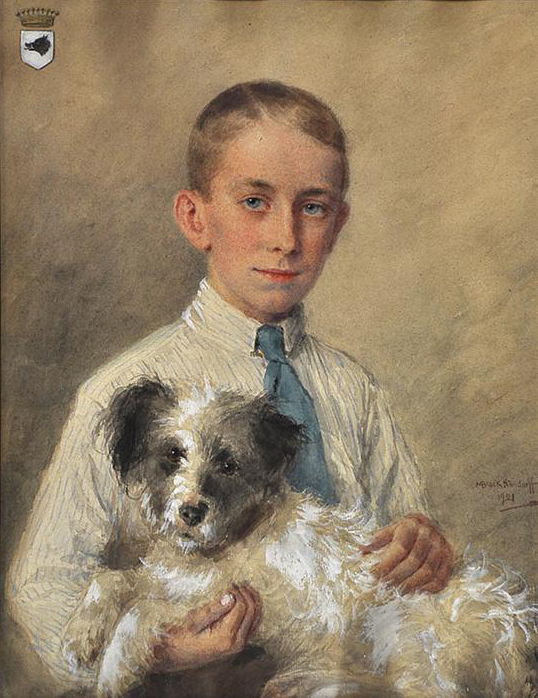
Jugendbildnis des Grafen Albrecht von Hardenberg, 1921

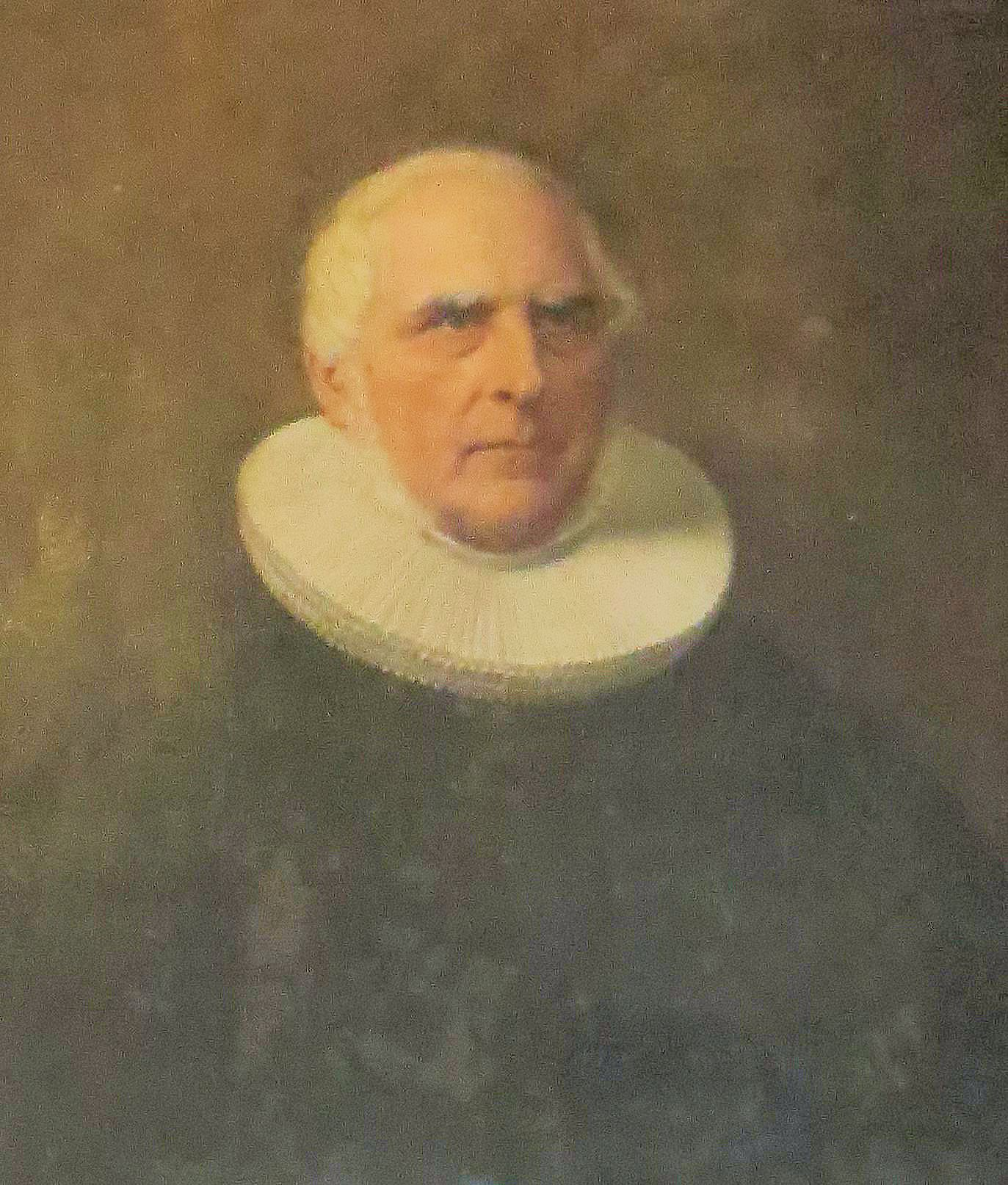
Porträt des Domprobstes Johannes Rußwurm, 1892, Ratzeburger Dom

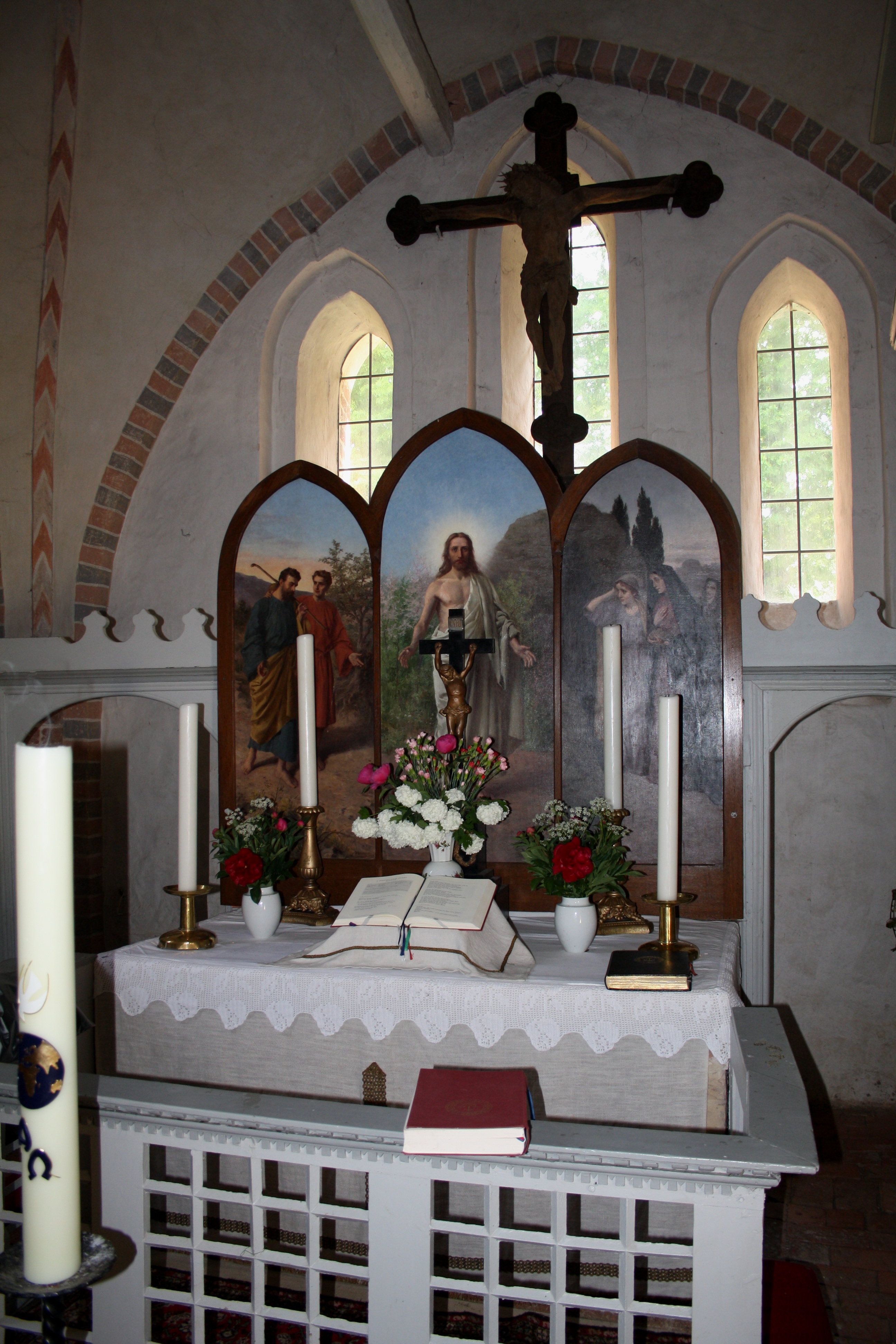
Triptychon (Emmaus-Jünger, auferstandener Christus, Frauen am Grab, von 1898), St.-Abundus-Kirche, Lassahn

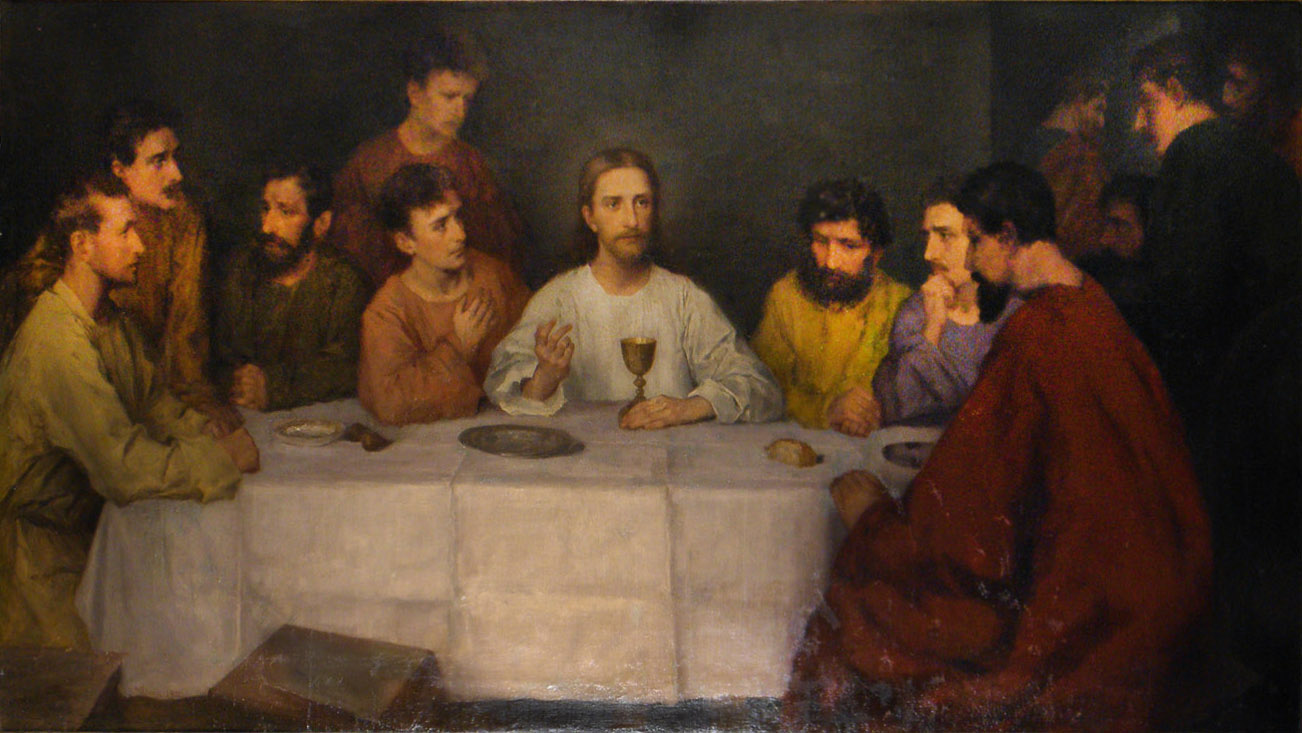
Das Abendmahl, 1906. Von Mathilde Block gestiftet als Altarbild für die St.-Anna-Kirche in Niendorf a. d. St. (1964 aus der Kirche entfernt)

Porträt des Landschaftsrates Oskar Ferdinand von Walcke-Schuldt auf Goldensee, 1887, Kreismuseum Herzogtum Lauenburg, Ratzburg

Auguste Betty Julie Mathilde Block, auf einigen Bildern auch Mathilde Block-Niendorff (* 10. Juli 1850 in Niendorf a. d. St.; † 21. Juni 1932 in Pinneberg), war eine deutsche Malerin und Kunststickerin.

## Leben
Mathilde Block war die Tochter des Pastors der Niendorfer St.-Anna-Kirche Julius Friedrich Block (* 7. Mai 1806 in Hittbergen; † 4. Mai 1854 in Niendorf a. d. St.) und seiner Frau Auguste Henriette Wilhelmine Block, geborene Rosa (* 19. August 1819 in Braunschweig; † 10. September 1908 in Pinneberg). Als Mathilde drei Jahre alt war, starb ihr Vater. Für die Mutter, Mathilde und ihren beiden Geschwistern wurde ein kleines Pfarrwitwenhaus errichtet, in das sie, als es fertig war, einzogen. Das zeichnerische Talent, das sie wohl von ihrer Mutter geerbt hatte, zeigte sich schon in der Kindheit, denn sie malte und zeichnete viel. Das älteste belegbare Zeugnis ihrer frühen Zeichenkunst sind fünf Porträts Niendorfer Bauern, die sie im Alter von zwölf Jahren gezeichnet haben soll. Mathilde wurde von ihrer Mutter unterrichtet, unterstützt von dem Nachfolger ihres Vaters, Pastor Fiedler. Nach der Konfirmation wurde sie für eineinhalb Jahre nach Ratzeburg gegeben, wo sie die erste Klasse der Höheren Töchterschule von Johanna Kuss besuchte. Wieder in Niendorf, trat sie mit sechzehn Jahren ihre erste Stelle für zweieinhalb Jahre als Erzieherin an. Um ihre Mutter unterstützen zu können, die nur von einer kleinen Pension und etwas Handarbeit lebte, suchte sie sich eine besser bezahlte Stellung als Erzieherin in Stargard auf der Burg Stargard. Dort blieb sie viereinhalb Jahre. Endlich wieder zurück bei ihrer Mutter suchte sie zunächst Erholung. Während der folgenden eineinhalb Jahre gelang es ihr, ihren langersehnten Wunsch zu erfüllen, sich einer Ausbildung im Zeichnen zu widmen. Sie erhielt ein Stipendium.
Im Oktober 1875 zog sie nach Berlin. Sie erhielt eine zweijährige Freistelle der Kronprinzessin Victoria im Viktoria-Pensionat oder Viktoria-Stift vom Lette-Verein und besuchte die kunstgewerbliche Zeichenschule des Vereins. Parallel dazu belegte sie bis zum 1. Juli 1877 zusätzlich Kurse in der Zeichenschule des Vereins der Künstlerinnen und Kunstfreundinnen zu Berlin. Einer ihrer Dozenten dort war Professor Adolf Eybel. Als Anerkennung ihres Strebens und der schon erzielten Erfolge erhielt sie im Januar 1877 vom Lette-Verein eine silberne Medaille. Im September 1877 bewarb sie sich bei der Königlich Preußischen Akademie der Künste in Berlin um einen Termin im Oktober für das Examen zur Zeichenlehrerin. Mit sehr guten Zeugnissen bestand sie das Examen. Sie übte den Beruf einer Zeichenlehrerin in Berlin aus, nahm aber auch selbst Privatunterricht bei Gustav Graef, in dessen Atelier im Palais Raczyński sie mit der Ölmalerei begonnen hatte. Am 4. März 1878 bekam Mathilde rückwirkend bis zum Jahresbeginn ein weiteres Stipendium für zwei Jahre vom Landschafts-Collegium des Herzogtums Lauenburg in Ratzeburg, um das sie sich vorher schriftlich bemüht hatte. Weitere Maler, bei denen Mathilde Block im Laufe der Zeit Privatunterricht in Berlin nahm, waren unter anderen Carl Gussow, Franz Skarbina und Friedrich Geselschap. 1892 trat sie dem Verein der Künstlerinnen und Kunstfreundinnen zu Berlin bei, dem sie bis 1927 die Treue hielt. Sie gewann drei Preise bei Wettbewerben des Vereins.
Ihrer tiefen Religiosität zuzuschreiben ist vermutlich die Tatsache, dass sie viele Aufträge von Kirchen annahm. Das größte Altarbild, das sie je schuf, war die von Johanna Dorothea Elisabeth Hoeltich für die St. Nicolai-Kirche in Mölln 1888 gestiftete, 3,14 Meter hohe und 1,66 Meter breite gemalte Kreuzigungsgruppe für den Hochaltar, die ein schadhaftes geschnitztes Kruzifix ersetzte (Torso jetzt in der Sakristei), aber 1967 auf die Rückseite des Altares versetzt wurde, weil das 1669 von Joachim Werner Höltich gestiftete Gemäldepitaph, das an der Nordwand hing, in den Altar eingesetzt wurde. 1998 oder 1999 wurden beide Bilder von einem Restaurator gereinigt. Das Bild von Mathilde Block erinnert vom Stil her an die Arbeiten von Präraffaeliten, von denen Mathilde Block neben den Nazarenern beeinflusst war.
Wahrscheinlich hatte sie der bedeutende Möllner Auftrag finanziell in die Lage versetzt, eine Studienreise nach Italien zu unternehmen. Es wurde eine längere Reise. Auch in München ist sie öfters gewesen und studierte privat unter anderen bei Paul Nauen sowie entweder bei Wilhelm Dürr dem Älteren oder bei dessen Sohn Wilhelm Dürr dem Jüngeren.
In Pinneberg, bei ihrer Schwester Therese und ihrer Mutter, ist sie oft gewesen, manchmal monatelang, auch nach dem Tod ihrer Mutter. Dadurch kamen auch letztendlich die Aufträge zum Malen von insgesamt vier Gemälden Pinnerberger Bürgermeister. Drei davon hängen im Ratssaal. Der letzte Besuch dauerte über ein halbes Jahr, bis sie am 21. Juni 1932 in Pinneberg verstarb. Sie wurde nach Niendorf überführt, wie sie sich es vorher wünschte, und in ihrer alten Heimat, auf dem Friedhof neben der Kirche, in der ihr Vater als Pastor wirkte, beigesetzt.
Therese organisierte 1933, ein Jahr nach dem Tod von Mathilde, in Pinneberg eine kleine Ausstellung, in der Aquarelle von Mathilde gezeigt wurden. Das Pinneberger Tageblatt würdigte die Ausstellung in einem Artikel.

### Block-Niendorff – Block-Nordhausen
Um Verwechselungen mit einer Malerin mit gleichem Namen, die hauptsächlich Blumen malte und auch bei dem Verein der Künstlerinnen und Kunstfreundinnen zu Berlin war, zu vermeiden, signierte sie zeitweilig ihre Bilder mit Mathilde Block-Niendorff, in Anlehnung an ihrem Geburtsort, während die Blumenmalerin in Ausstellungskatalogen teilweise als Mathilde Block-Nordhausen auftauchte. Neben ihren Ausstellungsbeteiligungen in Berlin stellte die Thüringerin Block-Nordhausen auch oft in Jena und mindestens einmal in Weimar aus. Block-Nordhausen war 1878 Schülerin der Zeichen- und Malschule des Vereins der Künstlerinnen und Kunstfreundinnen zu Berlin und war Mitglied des Vereins von 1901 bis 1911. Sie beteiligte sich 1898 und 1901 an Ausstellungen des Vereins.

### Familie
Die Eltern von Mathildes Vater Julius Friedrich waren Betty Luise Lisette Block (* 1800 in Schleswig), geborene Mutzenbecher, und Friedrich Christian Block (* 1762; † 1834) aus Ratzeburg, der ab 1792 Pastor in Krummesse war, 1806 Konsistorialassessor, 1817 bis 1834 Superintendent der Landeskirche des Herzogtums Lauenburg, sowie ab 1817 Ritter vom Dannebrogorden und ab 1828 Dannebrogsmann. Er war ein Mitgründer der Lauenburg-Ratzeburgische Bibelgesellschaft. Mathildes Geschwister waren der ein Jahr jüngere Kaufmann August Carl Friedrich Ludwig Nicolaus Wilhelm Block (* 29. August 1851 in Niendorf a. d. St.) und die zwei Jahre jüngere Schwester Therese Luise Charlotte Block (* 24. Mai 1853 in Niendorf a. d. St.; † 23. März 1940 in Pinneberg), die ihren Vetter, den Rechtsanwalt Herman Block (* 25. April 1840 in Schwarzenbek; † 27. November 1905 in Pinneberg), heiratete und mit ihm und ihrer Mutter Auguste 1893 nach Pinneberg zog.

## Auszeichnung und Preise
- Silberne Medaille vom Lette-Verein als Anerkennung des Strebens und der schon erzielten Erfolge beim Zeichnen, Berlin, 7. Januar 1877[16]
- Drei erste Preise bei Wettbewerben des Vereins der Künstlerinnen und Kunstfreundinnen zu Berlin für ein Porträt in Öl, Aquarelle und dem Kreideentwurf eines Altarbildes, der ihr einen Preis von 500 Mark eintrug. 1888 konnte sie, durch die Finanzierung des Bildes durch die Möllnerin Dorothea Hoeltich für die St. Nicolai-Kirche, das Altarbild in Mölln als über drei Meter hohes Ölgemälde verwirklichen.

## Ausstellungen (Auswahl)
- 1887 oder 1888: Ausstellung in Mölln bei der ihr preisgekrönter Kreideentwurf des Altarbildes gezeigt wurde[17]
- 1888: 60. Ausstellung der Königlichen Akademie der Künste im Landesausstellungsgebäude zu Berlin – Ölgemälde, Bildnis des Herrn W. Hellmich, Mädchenkopf[18]
- 1889: 61. Ausstellung der Königlichen Akademie der Künste zu Berlin, Unter den Linden 38 – Aquarelle oder Zeichnungen, Auf der Reise (Aquarell), Invalid, Mädchenkopf[19]
- 1891: Internationale Ausstellung veranstaltet vom Verein Berliner Künstler anlässlich seines fünfzigjährigen Bestehens – Aquarell Auf der Reise[20]
- 1891: Fünfte Ausstellung des Posener Kunstvereins – Aquarell Aus vergangener Zeit[21]
- 1892: 13. Kunstausstellung des Vereins der Künstlerinnen und Kunstfreundinnen zu Berlin – Aquarell Zwei Kinderköpfe[22]
- 1892: 63. Ausstellung der Königlichen Akademie der Künste zu Berlin im Landesausstellungsgebäude am Lehrter Bahnhof – Aquarell Erholungstündchen[23], Ölgemälde Porträt des Domprobsten Johannes Rußwurm[24]
- 1893: World’s Columbian Exposition (Weltausstellung in Chicago) – Zusammen mit anderen Mitgliedern des Vereins der Künstlerinnen und Kunstfreundinnen zu Berlin in der deutschen Abteilung des Frauenpavillons[22][25] – Aquarell Aus vergangener Zeit (From a By-gone Time)
- 1893: Große Berliner Kunstausstellung – Aquarelle oder Zeichnungen Skat auf der Bude (Aquarell), Bildnis von Frau E. W.[26]
- 1894: 14. Kunstausstellung des Vereins der Künstlerinnen und Kunstfreundinnen zu Berlin – Gemälde, Doppelbildnis eines Jungen und Mädchens, Doppelbildnis zweier Jungen (Aquarell)[22]
- 1895: Große Berliner Kunstausstellung – Gemälde, Bildnis des Herrn Dr. E.[27]
- 1895: Deutsch-Nordische Handels- und Industrie-Ausstellung in Lübeck – Ein Gobelin (Wandteppich mit kunstvollen Stickereien)[28]
- 1897: Große Berliner Kunstausstellung – Gemälde, Bildnis des Herrn Hans Beringer, Bethlehemitin (Aquarell)[29]
- 1898: 16. Kunstausstellung des Vereins der Künstlerinnen und Kunstfreundinnen zu Berlin im Gebäude der Königlichen Akademie der Künste zu Berlin, Unter den Linden 38 – Aquarell Skat in der Bude[10]
- 1899: Große Berliner Kunstausstellung – Aquarell In Gedanken[30]
- 1901: 17. Kunstausstellung des Vereins der Künstlerinnen und Kunstfreundinnen zu Berlin – Aquarell Vertieft[22]
- 1901: Große Berliner Kunstausstellung – Aquarell Feierabendstunde[31]
- 1902: Große Berliner Kunstausstellung – Aquarelle Vertieft, Lauenburger Bäuerin[32]
- 1904: Louisiana Purchase Exposition (Weltausstellung in St. Louis) – Zusammen mit anderen Mitgliedern des Vereins der Künstlerinnen und Kunstfreundinnen zu Berlin – Miniaturen auf Elfenbein (Porträts) von Kaiser Wilhelm II. und dessen Gemahlin Kaiserin Auguste Victoria[33] sowie Nadelmalereien[28]
- 1906: Große Berliner Kunstausstellung – Aquarell Försters Liebling[34]
- 1907: Große Berliner Kunstausstellung – Aquarell Thüringer Bäuerin[35]
- 1908: Große Berliner Kunstausstellung – Aquarell Junges Mädchen mit Blumen[36]
- 1909: Große Kunstausstellung Düsseldorf – Ein Aquarell[37]
- 1913: Große Berliner Kunstausstellung – Aquarell Madonna[38]
- 1916: Große Berliner Kunstausstellung – Bildnisstudie[39]
- 1918: Eine Berliner Kunstausstellung – Aquarell Madonna unter Blütenbäumen[40]

Postum
- 1933: Eine Ausstellung in Pinneberg, die durch ihre Schwester Therese organisiert wurde, in der Aquarelle von ihr gezeigt wurden[41]

## Werkverzeichnis (Auswahl)
Signaturen: MBlock, Mathilde Block, MBlock-Niendorff, M.Block-Niendorff. (Maße: Breite × Höhe)
- 1862: Porträtzeichnung(en): Fünf Köpfe Niendorfer Bauern (Bleistiftzeichnung(en))[42][43]
- 1878: Gemeinsam mit Martha Endell ein Gedenkblatt des Vereins der Künstlerinnen und Kunstfreundinnen zu Berlin für Kaiser Wilhelm I., welches an das gescheiterte Attentat auf ihn am 11. Mai 1878 erinnern sollte
- 1879: Bildnis eines jungen Mädchens (Pastell) – Kreismuseum Herzogtum Lauenburg, Ratzeburg
- 1883: Der Möllner Postbote Johannes Parbs (Aquarell). Auf dem Briefumschlag, den der Postbote hält, ist damalige Adresse von Mathilde Block zu lesen. – Privatbesitz
- 1884: Damenporträt (Öl auf Leinwand, 65,5 × 53 cm) – Staatliches Museum Schwerin (Inventarnummer G 2667)
- 1885: Christus am Kreuz (Öl auf Leinwand, 147 × 200 cm) – St. Georg auf dem Berge, Ratzeburg
- Vor 1886: Porträt des Pastors Konrad Remmers (* 1695; † 1722), Kopie eines beschädigten Ölgemäldes[44] – Marienkirche, Büchen
- 1886: Porträt des Pastors Adolf Moraht (Öl auf Leinwand, 50 × 62 cm) – St. Nicolai, Mölln
- 1887: Porträt des Landschaftsrates Oskar Ferdinand von Walcke-Schuldt auf Goldensee (Öl auf Leinwand, 133 × 193 cm) – Kreismuseum Herzogtum Lauenburg, Ratzeburg
- 1888 oder davor: Kreideentwurf des Möllner Altarbildes. Er erhielt einen Preis. – Ausgestellt 1888 oder davor in Mölln
- 1888 oder davor: Bildnis des Hernn W. Hellmich (Ölgemälde) – Ausgestellt 1888 in Berlin
- 1888 oder davor: Mädchenkopf (Ölgemälde) – Ausgestellt 1888 in Berlin
- 1888: Altarbild, Kreuzigungsgruppe (Öl auf Leinwand, 166 × 314 cm) – St. Nicolai, Mölln, jetzt auf der Rückseite des Altares
- 1889 oder davor: Auf der Reise (Aquarell) – Ausgestellt 1889 und 1891 in Berlin
- 1889 oder davor: Invalid (Aquarell (oder Zeichnung)) – Ausgestellt 1889 in Berlin
- 1889 oder davor: Mädchenkopf (Aquarell (oder Zeichnung)) – Ausgestellt 1889 in Berlin
- 1891 oder davor: Aus vergangener Zeit (From a By-gone Time) (Aquarell) – Ausgestellt 1891 in Posen und 1893 in Chicago
- 1892 oder davor: Zwei Kinderköpfe (Aquarell) – Ausgestellt 1892 in Berlin
- 1892 oder davor: Erholungsstünchen (Aquarell) – Ausgestellt 1892 in Berlin
- 1892: Porträt des Domprobsten Johannes Rußwurm (1814–1890) (Öl auf Leinwand, 61 × 74 cm) – Ausgestellt 1892 in Berlin – Ratzeburger Dom
- 1892: Porträt des Kapitän Johann Adam Leiß von Langeoog (auch Leiss, Vormann von 1861 bis 1872) (Aquarell) – Deutsches Schifffahrtsmuseum, Bremerhaven[45]
- 1893 oder davor: Skat in der Bude (Aquarell) – Ausgestellt 1893 und 1898 in Berlin
- 1893: Bildnis von Frau E. W. (Aquarell (oder Zeichnung)) – Ausgestellt 1893 in Berlin
- 1894 oder davor: Doppelbildnis eines Jungen und Mädchens – Ausgestellt 1894 in Berlin
- 1894 oder davor: Doppelbildnis zwier Jungen (Aquarell) – Ausgestellt 1894 in Berlin
- 1894: Mädchen mit Chrysanthemen (Aquarell, 31 × 37,5 cm)[46]
- 1894: Triptychon – Paulus, Christus am Kreuz, Johannes der Täufer (Öl auf Leinwand, Außenteile 35 × 110 cm, Mittelteil 63 × 193 cm) – St. Johannis-Kirche, Sterley (1954 entfernt und 2002 oder 2003 zurückgekehrt)[47]
- 1895 oder davor: Gemälde Bildnis des Herrn Dr. E. – Ausgestellt 1895 in Berlin
- 1895 oder davor: Gobelin (Wandteppich mit kunstvollen Stickereien) – Ausgestellt 1895 in Lübeck
- 1896: Maria (Öl auf Leinwand), Kopie des Kopfes der Maria aus dem Möllner Altarbild von 1888 – Privatbesitz
- 1896: Porträt des Johann Christian Mirow (Öl auf Leinwand, 56 × 71 cm) – Kreismuseum Herzogtum Lauenburg, Ratzeburg
- 1896: Porträt des Superintendenten Dr. Albert Robert Brömel (Öl auf Leinwand, 56 × 71 cm) – Kreismuseum Herzogtum Lauenburg, Ratzeburg
- 1897 oder davor: Gemälde Bildnis des Herrn Hans Beringer – Ausgestellt 1897 in Berlin
- 1897: Bethlehemitin (Aquarell, 38,5 × 57 cm) – Ausgestellt 1897 in Berlin – Privatbesitz
- 1898: Triptychon – Emmaus-Jünger, auferstandener Christus, Frauen am Grab (Öl auf Leinwand, Außenteile 56 × 144 cm und Mittelteil 64 × 159 cm) – St.-Abundus-Kirche, Lassahn
- 1899 oder davor: In Gedanken (Aquarell) – Ausgestellt 1899 in Berlin
- 1899: Porträt der Eleonore Anna Helene von Seidlitz und Ludwigsdorf (Aquarell, 31 × 39 cm) – Privatbesitz[48]
- 1890er Jahre: Vier Tafeln mit Heiligenfiguren: Petrus, Paulus, Johannes der Evangelist, Matthäus (Öl auf Holz, jeweils 25 × 48 cm) – Maria-Magdalenen-Kirche, Mustin,
- 1900: Friesische Bäuerin (Aquarell)[49]
- 1901: Predella, Christus mit Jüngern und dem ungläubigen Thomas (Öl auf Leinwand, 127 × 42,5 cm) – St. Nicolai, Mölln
- 1901 oder davor: Vertieft (Aquarell) – Ausgestellt 1901 und 1902 in Berlin
- 1901 oder davor: Feierabendstunde (Aquarell) – Ausgestellt 1901 in Berlin
- 1902: Lauenburger Bäuerin (Aquarell) – Ausgestellt 1902 in Berlin
- 1903 oder davor: Gemälde Am Spinnrad[50]
- 1903: Försters Liebling oder auch Wir! (Aquarell, 29 × 44 cm (1911); 20 × 44 cm (1916))[51][52] – Ausgestellt 1906 in Berlin
- 1904 oder davor: Miniaturen auf Elfenbein: Porträts von Kaiser Wilhelm II. und dessen Gemahlin Kaiserin Auguste Victoria – Ausgestellt 1904 in St. Louis
- 1904 oder davor: Nadelmalereien – Ausgestellt 1904 in St. Louis
- 1904: Kreuzigungsgemälde – Dorfkirche Gladau[53]
- Vor 1906: Segnender Christus (Glasfenster) für St.-Anna-Kirche, Niendorf a. d. St., unbekannter Verbleib
- 1906: Das Abendmahl (Öl auf Leinwand, 173 × 69 cm), von Mathilde Block gestiftet als Altarbild für die St.-Anna-Kirche, Niendorf a. d. St. (Es wurde 1964 aus der Kirche entfernt)
- 1906: Claus Hinrich Gätjens pfeiferauchend im Lehnstuhl (Bürgermeister von Pinneberg) (Aquarell) – Privatbesitz Bremen
- 1907 oder davor: Thüringer Bäuerin (Aquarell) – Ausgestellt 1907 in Berlin
- 1908 oder davor: Junges Mädchen mit Blumen (Aquarell) – Ausgestellt 1908 in Berlin
- Vor 1911: Mädchen auf dem Rasen (Aquarell, 46 × 31 cm)[46]
- 1912: Frau mit Hut an einem Tisch mit Tischdecke und Blumen (Aquarell)[54]
- 1913 oder davor: Madonna (Aquarell) – Ausgestellt 1913 in Berlin
- 1916 oder davor: Bildnisstudie – Ausgestellt 1916 in Berlin
- 1918 oder davor: Madonna unter Blütenbäumen (Aquarell) – Ausgestellt 1918 in Berlin[40]
- 1921: Porträt des Claus Hinrich Gätjens (Bürgermeister von Pinneberg) (Öl auf Leinwand) – Pinneberg, Ratssaal
- 1921: Porträt des Christoph Kosack (Bürgermeister von Pinneberg) (Öl auf Leinwand) – Pinneberg, Ratssaal
- 1921: Jugendbildnis des Grafen Albrecht von Hardenberg mit Wappen und Hund (Aquarell, 34 × 44 cm)
- 1924: Porträt des Franz Heinsohn (Bürgermeister von Pinneberg) (Öl auf Leinwand) – Pinneberg, Ratssaal
- 1925: Porträt eines Uniformierten mit Königlichem Hausorden von Hohenzollern und Eisernem Kreuz (Aquarell, 40 × 50 cm)[55]
- 1929: Ansicht der Straße Fahltskamp, Nr. 49 – 51, Pinneberg, unbekannter Verbleib (Im Stadtarchiv Pinneberg existiert noch eine Schwarz-Weiß-Abbildung von dem Bild)
- 1929: Zwölf Federzeichnungen mit religiösen Motiven als Kopfleisten im Kindergesangbuch für evangelische Kirchengottesdienste „Kantate!“, herausgegeben von Rudolf Weber (Geistlicher an der Kaiser-Wilhelm-Gedächtniskirche), Frankfurt an der Oder, 1929
- 1???: Den Reichsboten lesende, ältere Frau in Zimmerecke am Fenster. Zu Füßen eine Katze (Öl auf Leinwand, 33 × 48 cm)[56]
- 1???: Brustporträt eines kleinen Mädchens (Aquarell, 21 × 27 cm)[57]
- 1???: Dame in Rokokokostüm an kleinem Sekretär, eine Miniatur betrachtend (Öl auf Leinwand, 48 × 62 cm)[58]

## Publikationen
Gert Schlechtriem (Einleitung): Segelschiffe – Bilder aus dem Deutschen Schiffahrtsmuseum, Bildermappe 1 (mit 12 Bildern. Mathilde Block-Niendorf ist eine der genannten 9 Maler. Möglicherweise Porträt des Kapitän Johann Adam Leiß von 1892), Verlag: J. H. Schmalfeld, Bremen, 1975